# Ácaro-do-queijo

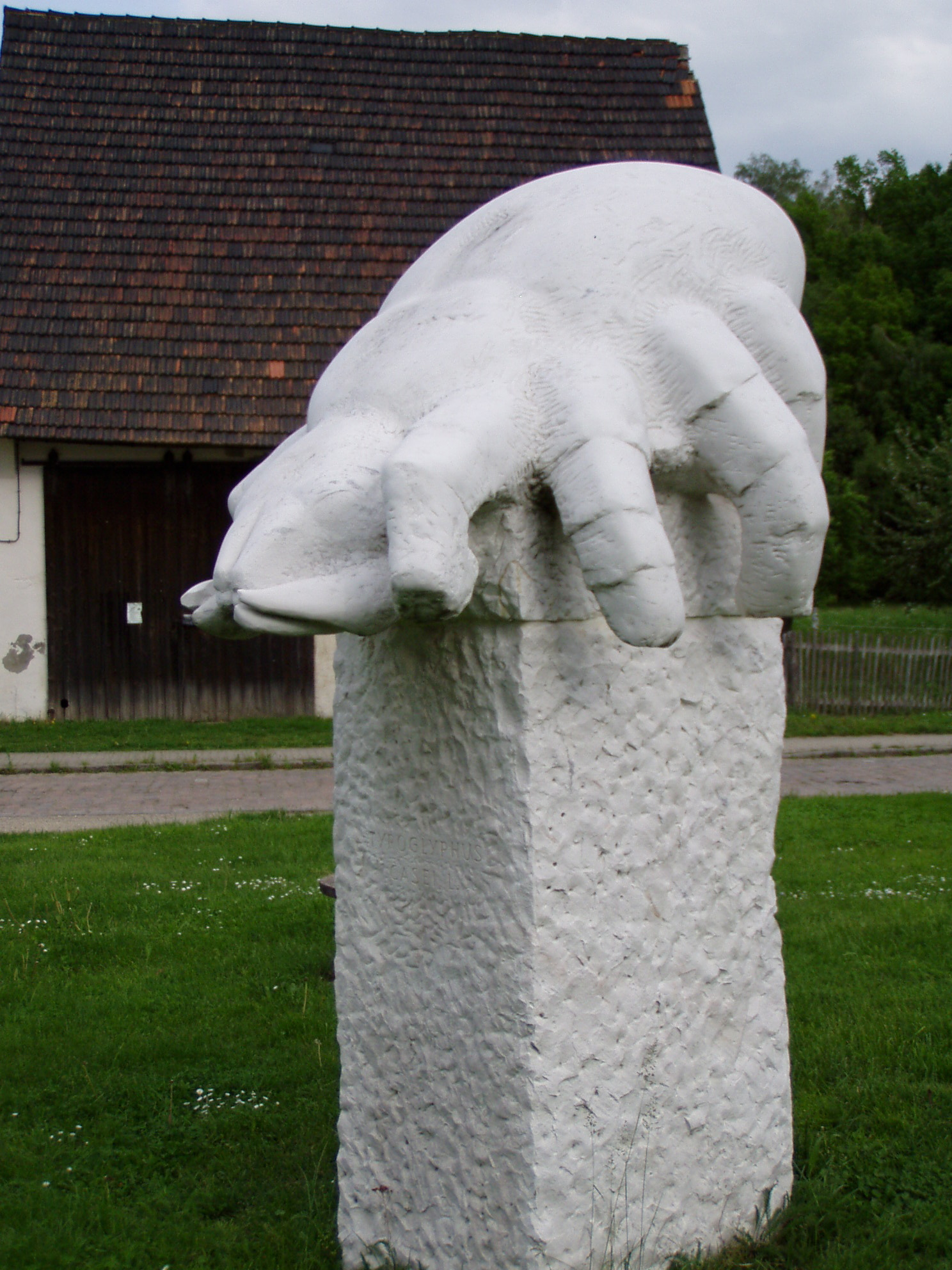
Monumento ao ácaro do queijo (Käsemilben-Denkmal) em Würchwitz, Alemanha.

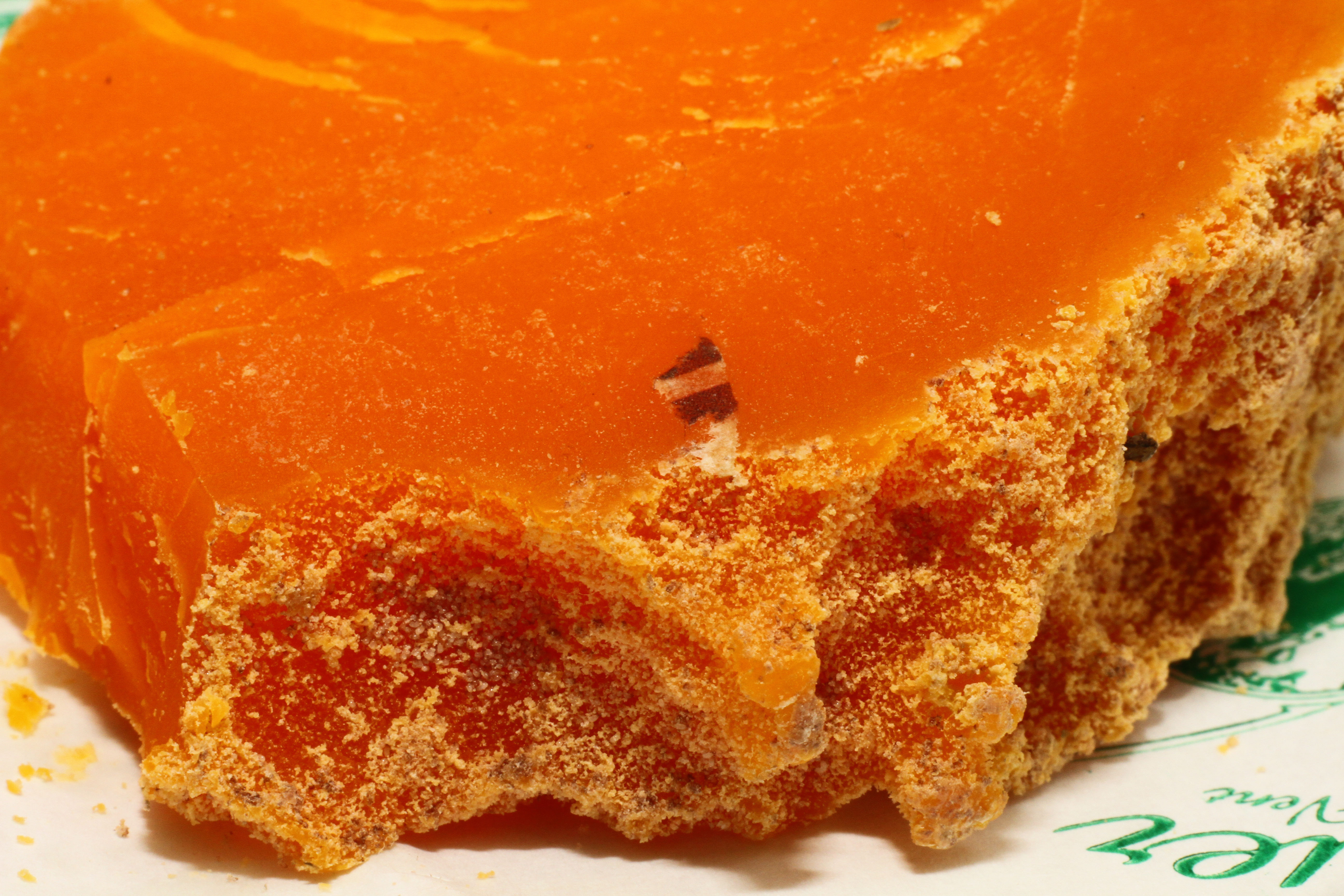
Queijo "mimolette" com a crosta texturada produzida pela acção dos ácaros.

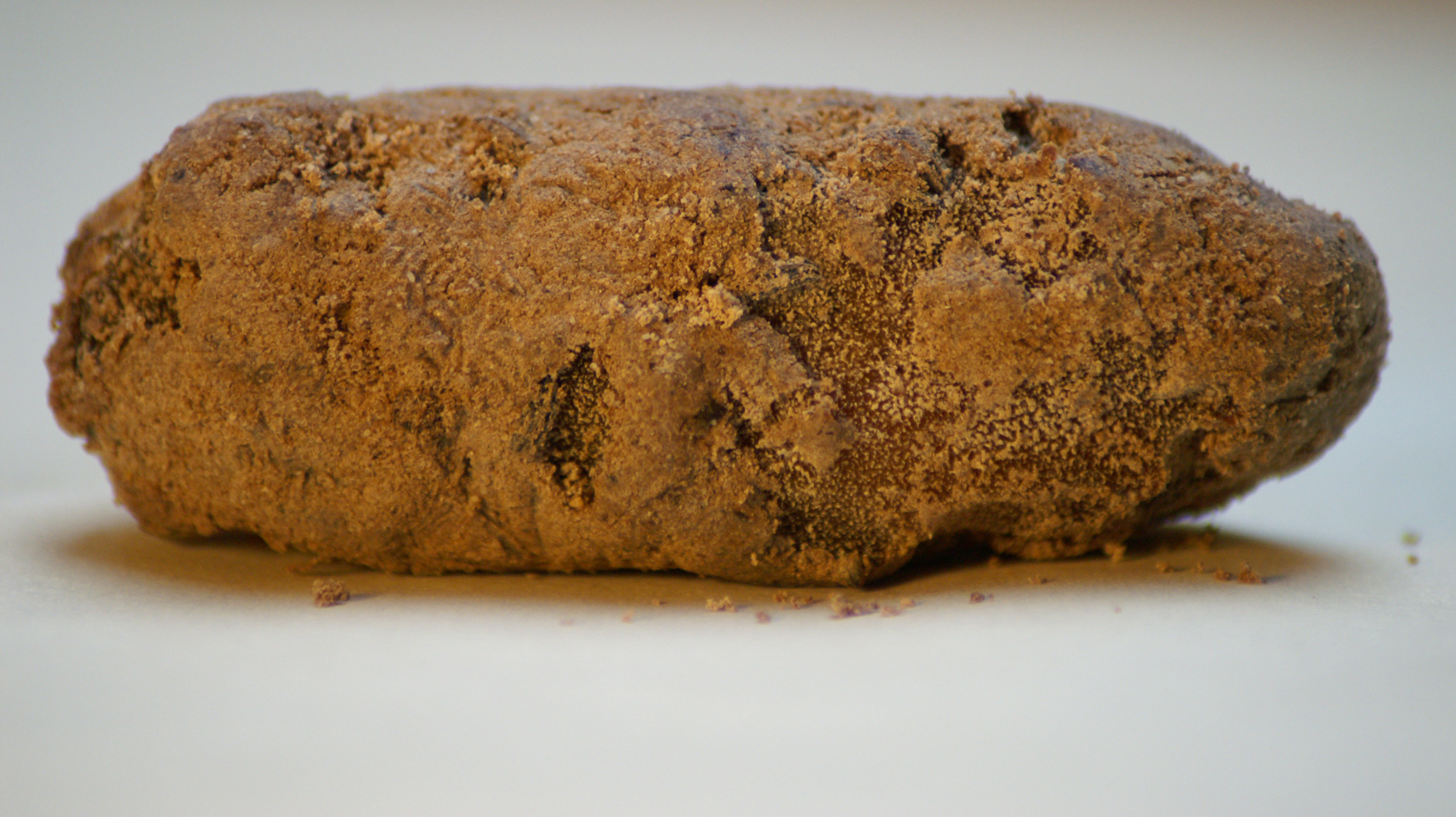
"Milbenkäse" envelhecido.

Ácaro-do-queijo é a designação dada um conjunto de ácaros que são usados na produção de determinados tipos de queijo ou que infestam naturalmente queijos provocanda a sua deterioração.

## Ácaros usados na produção de queijos
Na produção de alguns queijos europeus é propositadamente promovida a infestação por variedades seleccionadas de ácaros como forma de melhorar as característias organolépticas do produto, nomeadamente o sabor, a textura da crosta exterior e a aparência. A acção dos ácaros vivos na superfície desses queijos contribui para a formação do sabor e dá-lhes um aspecto distinto. Entre os queijos assim produzidos destacam-se:
- Mimolette — queijo produzido recorrendo à infestação com ácaros da espécie Acarus siro (também conhecido por ácaro-das-farinhas);
- Artison — diversas variedades de queijo francês cuja superfície é propositadamente infestada com ácaros da família Acaridae;
- Milbenkäse — queijo produzido recorrendo à infestação com ácaros da espécie Tyrolichus casei.

## Ácaros que infestam queijos
Para além dos ácaros que são usados na produção de certos tipos específicos de queijos, múltiplos ácaros infestam queijos armazenados, nalguns casos provocando a sua perda. Entre os infestantes mais comuns está a espécie Tyrophagus putrescentiae, que produz a deterioração do queijo conhecida por açã, oução ou sarna-do-queijo. Quando ingeridos, os queijos deteriorados podem provocar sintomas disentéricos.